# Finestra de mercat
Al futbol professional s'anomena finestra de mercat o mercat de fitxatges el període de l'any, dividit en mercat d'hivern i mercat d'estiu, durant el qual es poden realitzar traspassos de jugadors entre clubs de futbol.
El mercat d'estiu finalitza el 9 d'agost a la lliga anglesa i el 2 de setembre a la lliga Espanyola, francesa i italiana. El d'hivern, el 31 de gener. (Veure altres països en el quadre de més avall)

## Calendari
- Dades extretes de Transfermarkt, web especialitzada en fitxatges.[1]

| Mercat d'estiu              | Mercat d'hivern            | Països                   |
| --------------------------- | -------------------------- | ------------------------ |
| 1 de gener – 31 de març     | 14 de juliol – 13 d'agost  | Brasil                   |
| 5 de gener – 29 de març     | 15 de juliol – 14 d'agost  | Japó                     |
| 8 de gener – 31 de març     | 15 de juliol – 11 d'agost  | Suècia                   |
| 9 de gener – 1 d'abril      | 1–31 d'agost               | Noruega                  |
| 7 de febrer – 1 de maig     | 10 de juliol – 8 d'agost   | Estats Units i Canadà    |
| 1 de març – 30 d'abril      | 1–31 d'agost               | Finlàndia                |
| 1 de juny – 18 d'agost      | 1 de gener – 19 de gener   | Albània                  |
| 1 de juliol – 2 de setembre | 2 de gener – 31 de gener   | Itàlia                   |
| 1 de juliol – 2 de setembre | 1 de gener – 2 de febrer   | França, Alemania, España |
| 17 de maig – 9 d'agost      | 1 de gener – 31 de gener   | Anglaterra               |
| 9 de juny – 1 de setembre   | 1 de gener – 1 de febrer   | Escòcia                  |
| 11 de juny – 1 de setembre  | 5–31 de gener              | Turquia, Dinamarca       |
| 11 de juny – 2 de setembre  | 3–31 de gener              | Països Baixos            |
| 16 de juny – 8 de setembre  | 25 de gener – 22 de febrer | Bulgària i Romania       |
| 17 de juny – 6 de setembre  | 28 de gener – 28 de febrer | Rússia                   |
| 24 de juliol – 15 d'octubre | 3 de gener – 31 de gener   | Austràlia                |
| 1 de desembre– 31 de gener  | 1–30 de juny               | Kenia, Uganda            |

## Rècord del mercat de fitxatges

### Futbol masculí
- Dades extretes de Transfermarkt, web especialitzada en fitxatges.[1]

| Núm. | Any  | Jugador        | Club d'origen               | Club de destí       | Valor en milions (€) |
| ---- | ---- | -------------- | --------------------------- | ------------------- | -------------------- |
| 1    | 2017 | Neymar         | FC Barcelona                | París Saint-Germain | 222,00               |
| 2    | 2023 | Moisés Caicedo | Brighton & Hove Albion F. C | Chelsea FC          | 145,0                |
| 3    | 2018 | Kylian Mbappé  | AS Mónaco                   | París Saint-Germain | 180,0                |

### Futbol femení
| Núm. | Any  | Jugador            | Club d'origen          | Club de destí     | Valor en € |
| ---- | ---- | ------------------ | ---------------------- | ----------------- | ---------- |
| 1    | 2024 | Racheal Kundananji | Madrid CFF             | Bay FC            | 735.000    |
| 2    | 2024 | Barbara Banda      | Shanghai Shengli       | Orlando Pride     | 680.000    |
| 3    | 2024 | Mayra Ramírez      | Llevant Unió Esportiva | Chelsea           | 500.000    |
| 4    | 2024 | Kika Nazareth      | Benfica                | F.C. Barcelona    | 450.000    |
| 5    | 2022 | Keira Walsh        | Manchester City        | FC Barcelona      | 400.000    |
| 6    | 2024 | Lena Oberdof       | VfL Wolfsburg Frauen   | Bayern Múnic      | 400.000    |
| 7    | 2024 | Ewa Pajor          | VfL Wolfsburg Frauen   | FC Barcelona      | 400.000    |
| 8    | 2020 | Pernile Harder     | VfL Wolfsburg Frauen   | Chelsea           | 350.000    |
| 9    | 2023 | Jill Roord         | VfL Wolfsburg Frauen   | Manchester City   | 350.000    |
| 10   | 2023 | Lindsey Horam      | Portland Thorns        | Olympique de Lyon | 350.000    |
| 11   | 2020 | Sam Kerr           | Chicago Red Stars      | Chelsea           | 300.000    |